# 燕惠王
燕惠王（？—前271年），姬姓，名戎人，中國戰國時期燕國君主，燕昭王之子，昭王三十三年（前279年），燕昭王死，惠王即位。
燕惠王做太子時，與乐毅有隙，即位後對樂毅用而不信，後以骑劫代之，乐毅逃亡到趙國。齊襄王五年（前279年）齐人田單在即墨（今山東平度市東南）以火牛陣击败燕军，骑劫戰死，齐國悉复得其故城。之後燕惠王責備樂毅離開燕國，樂毅回致一封《報遺燕惠王書》，載於《史記》。
《燕世家》記載燕惠王七年（前272年）卒，但據《趙世家》記載，趙惠文王二十八年（前271年，燕惠王八年），燕相成安君公孫操殺死惠王，原因不明，《韓非子》說因君主沒有察覺而被殺害。